# Прогресс МС-11
Прогресс МС-11 (№ 441, по классификации НАСА Progress 72 или 72P) — космический транспортный грузовой корабль (ТГК) серии «Прогресс», стартовавший 4 апреля 2019 года с площадки номер 31 космодрома Байконур. Корабль доставил на МКС материалы, необходимые для поддержания функционирования станции, включая воду и топливо.

## Запуск
Запуск космического грузовика «Прогресс МС-11» с помощью ракеты-носителя «Союз-2.1а» был запланирован на 4 апреля 2019 в 11:01 UTC. Полёт до станции прошёл по сверхбыстрой двухвитковой схеме за рекордное время чуть более 3 часов 20 минут.

## Стыковка

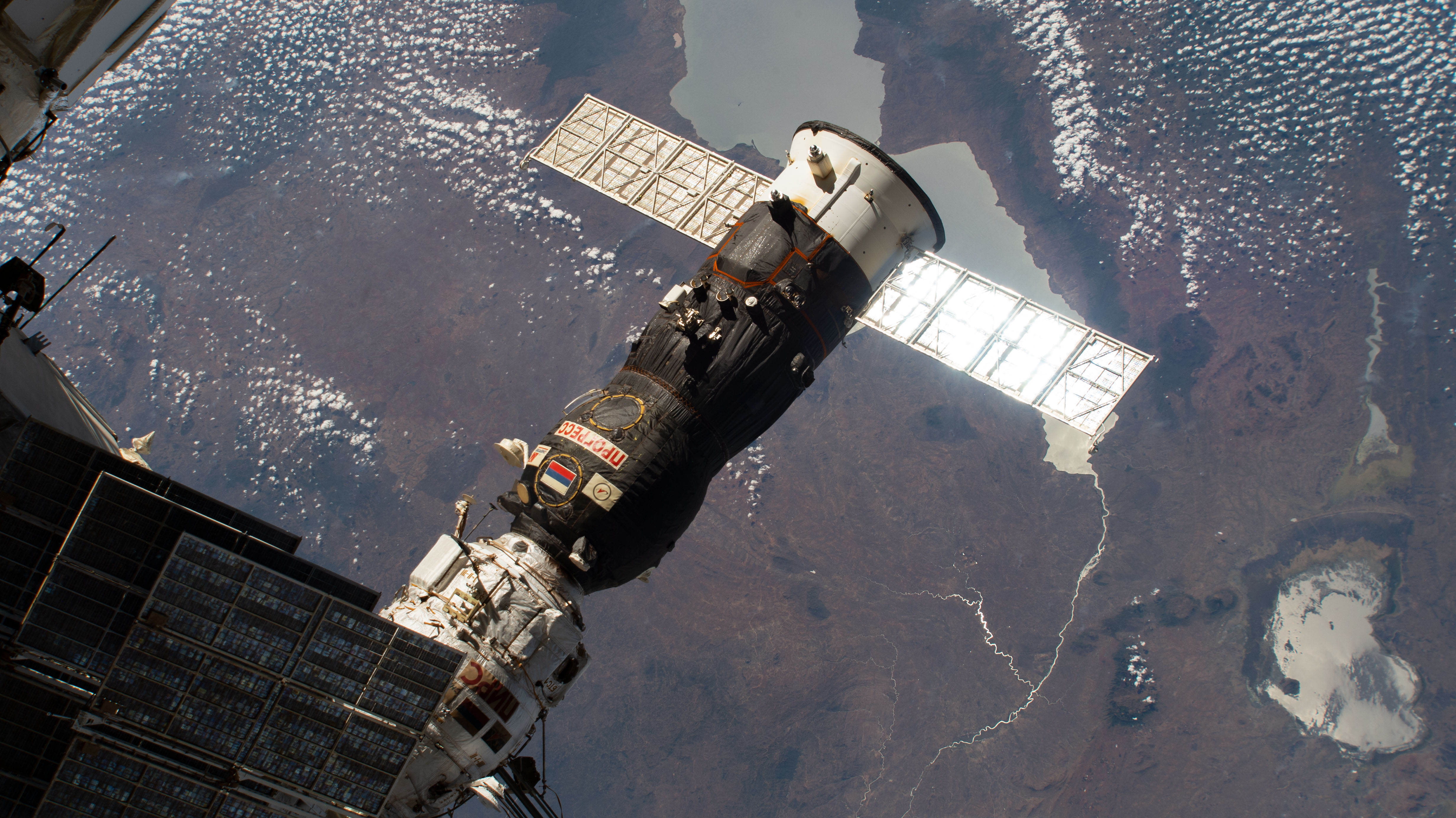
«Прогресс МС-11» сразу после стыковки с МКС.

Стыковка к МКС произведена в автоматическом режиме в 14:22 UTC 4 апреля 2019 года к стыковочному узлу модуля Пирс. С борта станции процесс причаливания контролировали космонавты Роскосмоса — командир экипажа МКС Олег Кононенко и бортинженер Алексей Овчинин.

## Груз
Космический грузовой корабль «Прогресс МС-11» доставил на МКС свыше 2,5 тонн различных грузов:
- более 1,4 тонны сухих грузов (научное оборудование, комплектующие для системы жизнеобеспечения, а также контейнеры с продуктами питания, предметы одежды, медикаменты и средства личной гигиены для членов экипажа)
- 900 кг топлива
- 420 кг воды
- 47 кг сжатого воздуха и кислорода в баллонах.

## Завершение миссии
Грузовые корабли серии «Прогресс» являются невозвращаемыми. Это означает, что по окончании миссии они штатно сгорают при входе в плотные слои атмосферы Земли на скорости около 27 тысяч километров в час. Космический грузовик «Прогресс МС-11» был отстыкован от МКС 29 июля 2019 года, в 10:44 UTC. В 13:50 UTC началось плановое сведение корабля с рабочей орбиты. В 14:23 UTC он вошёл в плотные слои атмосферы, отчего начал разрушаться и гореть. Через минуту, несгораемые его части упали на кладбище космических кораблей, в Тихий океан. Американский астронавт Ник Хейг сфотографировал с борта МКС момент разрушения корабля «Прогресс МС-11» и разместил фотографию в своём Twitter.